# پالاز (دینار)
پالاز (به ترکی استانبولی: Palaz) یک منطقهٔ مسکونی در ترکیه است که در دینار (شهر) واقع شده‌است.